# Huffelpuf
Huffelpuf (Engels: Hufflepuff) is een van de vier afdelingen op Zweinstein uit J.K. Rowlings zevendelige boekenserie Harry Potter. De andere drie afdelingen zijn Zwadderich, Griffoendor en Ravenklauw.
De afdeling staat bekend om zijn harde werkers, geduld en trouw en is gesticht door Helga Huffelpuf. Het afdelingshoofd is professor Pomona Stronk.

## Locatie
De locatie van de leerlingenkamer van Huffelpuf is, net als bij de andere afdelingen, geheim voor hen die niet tot Huffelpuf behoren. De leerlingenkamer bevindt zich vlak bij de keukens. De toegang heeft de vorm van een stilleven, vergelijkbaar met het portret dat dienstdoet als ingang van de leerlingenkamer van Griffoendor. De kamer is warm en gezellig en lijkt in niets op de kerkers van Sneep. Hij is versierd met gele banieren en gevuld met grote luie stoelen. De slaapkamers zijn niet, zoals in de leerlingenkamer van Griffoendor, via een trap omhoog te bereiken, maar via ondergrondse tunnels die leiden naar ronde kamerdeuren.
J.K. Rowling heeft deze informatie vrijgegeven in een chatsessie op 30 juli 2007.

## Afdelingswapen
Het afdelingswapen van Huffelpuf is een zwarte das op een gele achtergrond. De das is ook het teken van de afdeling en zwart en geel zijn de afdelingskleuren.

## Afdelingsspook
De afdelingsgeest is De Dikke Monnik.

## Lijst van bekende Huffelpuffers
Enkele bekende Huffelpuffers:
- Carlo Kannewasser
- Orchidea Smid
- Pomona Stronk
- Nymphadora Tops
- Teddy Lupos
- De Dikke Monnik
- Newt Scamander